# Rhodothemis rufa
Rhodothemis rufa – gatunek ważki z rodziny ważkowatych (Libellulidae). Występuje w Azji Południowej i Południowo-Wschodniej, w Chinach, na Tajwanie, Nowej Gwinei i Wyspach Salomona.